# Randy Brecker
Randal Edward Brecker (Cheltenham, 1945. november 27. –) hétszeres Grammy-díjas amerikai szárnykürtös, trombitás, harsonás, dobos. Testvére, Michael Brecker szaxofonos.

## Pályafutása
Randy Brecker 1945-ben született Philadelphiában (Cheltenhamben). Brecker apja dzsesszzongorista volt. Gyerekkora nyarait big band-táborokban töltötte. Tinédzserként R&B-t és funkot, majd hard bop-ot is játszott.
Randy Brecker az Indiana Egyetemre járt. Ott és akkor Sonny Rollins, Lee Morgan, Miles Davis, Art Blakey, Clifford Brown, Max Roach zenéje döntően hatott rá. 1966-ban New Yorkba költözött és Clark Terry big bandjébe került. Játszott Horace Silver kvintettjében is. Első albuma 1968-ban jelent meg „Score” címmel. A zenekarában Randy Michael is benne volt. Ezután a The Jazz Messengers tagja lett, majd megalakította „Dreams” nevű fúziós jazz együttesét, amely 1972-ig fontos lemezeket készített.
1973-ban a két Brecker visszatért Horace Silver zenekarába. 1975-ben a testvérek egalapították saját együttesüket (Brecker Brothers), amelynek lemezei Grammy díj jelöléseket és nagyszerű kritikákat kaptak.
Amikor 1982-ben megszűnt a BB, Jaco Pastorius Word of Mouth nevű big bandjében helyezkedett el. Összeházasodott Eliane Elias dzsesszzongoristával, akivel saját együttest hoztak létre. 1986-ban megjelent Randy Brecker akusztikus dzsesszalbuma: „In the Idiom”. Partnerei Al Foster, Ron Carter, David Kikoski és Joe Henderson voltak. 1992-ben a két Brecker testvér újra együtt játszott. A Grammy-díj-jelölt „The Return of the Brecker Brothers” című lemezzel világlátó turnéra mentek. 1994-ben az „Out of the Loop” című lemezük duplán Grammy-díjas lett. Az „Into the Sun” című lemez 1998-ban Randy Brecker a „legjobb szólista” Grammyját kapta meg.

## Lemezválogatás
- Score (1969)
- In the Idiom (1986)
- Live at Sweet Basil (1988)
- Into the Sun (1995)
- Some Skunk Funk – WDR Big Band Köln & Michael Brecker (2003)
- Randy Brecker Rocks – NDR Bigband (2019)
- Double Dealin' ( & Eric Marienthal (2020)

### Diszkográfia
- Lemezei

## Díjak
- A 7 Grammy-díja mellett 20 jelölése volt.